# 5197 Rottmann
5197 Rottmann eller 4265 T-2 är en asteroid i huvudbältet som upptäcktes den 29 september 1973 av den nederländsk-amerikanske astronomen Tom Gehrels och det nederländska astronomparet Ingrid van Houten-Groeneveld och Cornelis Johannes van Houten vid Palomarobservatoriet. Den är uppkallad efter Friedrich Rottmann.
Asteroiden har en diameter på ungefär 11 kilometer och den tillhör asteroidgruppen Eos.